# Temaxcales
Temaxcales är en ort i Mexiko.   Den ligger i kommunen Ahuazotepec och delstaten Puebla, i den sydöstra delen av landet, 120 km nordost om huvudstaden Mexico City. Temaxcales ligger 2 196 meter över havet och antalet invånare är 317.
Terrängen runt Temaxcales är huvudsakligen kuperad. Temaxcales ligger nere i en dal. Runt Temaxcales är det ganska tätbefolkat, med 54 invånare per kvadratkilometer. Närmaste större samhälle är Huauchinango, 17,2 km nordost om Temaxcales. I omgivningarna runt Temaxcales växer huvudsakligen savannskog.